# Bocydium globulifera
Bocydium globulifera är en insektsart som beskrevs av Peter Simon Pallas 1766. Bocydium globulifera ingår i släktet Bocydium och familjen hornstritar. Inga underarter finns listade i Catalogue of Life.